# ماغي أندرسون
ماغي أندرسون (بالإنجليزية: Maggie Anderson)‏ هي كاتِبة وشاعرة أمريكية، ولدت في 23 سبتمبر 1948 في نيويورك في الولايات المتحدة.